# Poul Aggers hemmelige alfabet
|  | Denne artikel er oprettet af botten Steenthbot ud fra en ekstern database. Den kan derfor have sproglige fejl eller mangler. Denne skabelon kan fjernes efter kontrol af indholdet. |

Poul Aggers hemmelige alfabet er en dansk dokumentarfilm fra 2021 instrueret af Ulla Hjorth Nielsen.

## Handling
En af Danmarks virkelig originale billedkunstnere, Poul Agger (f. 1936) har gennem et langt liv
forfulgt og raffineret sit udtryk indenfor maleri, grafik og skulptur. Han er en spændende
personlighed, rundet af malerslægt og malerskole, og en god fortæller, der elsker at tale om sin
metiér. Udnævnt til surrealist, men egentlig svær at sætte et dækkende prædikat på. Poul Agger er et
godt eksempel på billedkunstens betydning i vores liv og virkelighed, for mødet med ham - både for
kenderen og nybegynderen - er et inspirerende og morsomt – ja nærmest bevidsthedsudvidende
bekendtskab. Filmens formsprog er enkelt, og former sig som en samtale om Poul Aggers
personlige forhold til lærredet, leret og farverne. En poetisk skildring af et liv og en hverdag i
symbiose med det personlige kunstneriske udtryk, som han trækker vejret igennem.